# Casio F-91W
Casio F-91W — модель кварцевых цифровых часов, выпускаемая японской компанией Casio Computer Co., Ltd. Модель стала частью Casio F-series — серии электронных часов. F-91W впервые были представлены в 1989 году и производятся до сих пор. Часы получили признание за надёжность, неприхотливость и простоту. За всё время производства часов их дизайн не менялся. Доступно несколько вариантов часов. Компания Casio не публикует данные о продажах модели, но заявляет, что они продолжают продаваться «хорошо».

## Технические характеристики
В F-91W имеется секундомер со счётом до 59:59.99 (один час) с дискретностью 1/100 секунды. Есть также ежечасный звуковой сигнал и будильник с одним ежедневным сигналом продолжительностью 20 секунд. Часы имеют автоматический календарь без учёта текущего года. По этой причине и в високосные годы февраль всегда считается с 28 днями. Часы снабжены неяркой зелёной светодиодной подсветкой, расположенной в левой части дисплея; включается кнопкой. По утверждению Casio, точность хода часов ±30 секунд в месяц.
Часы питаются от одной 3-вольтовой литиевой часовой батарейки, на которой могут работать не менее 7 лет, при ежедневном 20-секундном срабатывании будильника и ежедневной активации подсветки на 1 секунду.
Габариты корпуса часов — 38,20 мм × 33,20 мм × 8,50 мм, а масса — примерно 21 грамм. Номер модуля производителя для этой модели — 593 (указан на задней панели корпуса из нержавеющей стали).
Ремешок в ширину 18 мм в самой узкой части и 22 мм в самой широкой части ушек.
Модуль часов - 593. Этот модуль использовался ранее в модели F-84W, на его базе были созданы многие другие "начинки" для последующих часов Casio. 

### Защита от воды
Часы имеют резиновые уплотнения между стальной задней крышкой и корпусом, но отсутствуют какие-либо уплотнения для кнопок. Поскольку кнопки подогнаны достаточно плотно к корпусу, поверхностное натяжение не даёт воде проникнуть внутрь часов, но лишь до определенного предела давления. На лицевой стороне часов есть надпись WATER RESIST, но Casio определяет различные значения водонепроницаемости для разных вариантов часов. Чёрная версия (F91W-1) — это «30 метров / 3 бар», по стандарту ISO: «Подходит для ежедневного использования. Выдерживает брызги и дождь. Не подходит для душа, ванны, плавания, подводного плавания, работ, связанных с водой, и рыбалки». Цветные варианты (например, F-91WC-2AEF) в соответствии с DIN 8310/ISO 2281 «устойчивы к незначительному намоканию». Хотя чёрная версия может пережить случайное кратковременное погружение в воду (если не нажимать кнопки), часы не рекомендуется использовать в таких условиях на регулярной основе.

## Функции
Часы управляются тремя боковыми кнопками. Левая верхняя кнопка включает подсветку, выключает звуковой сигнал будильника, фиксирует промежуточное время секундомера и сбрасывает секундомер, а также используется для выбора параметров. В связи с тем, что ради удешевления часов подсветка совмещена с функциональной кнопкой и включается всякий раз при её нажатии, это отрицательно сказывается на ресурсе батареи.
Нижняя левая кнопка отвечает за изменение режимов: отображение времени, настройка будильника, секундомер, настройка времени/даты. Нижняя правая кнопка — запуск и остановка секундомера, переключение формата отображения времени (12- или 24-часовой). В режиме отображения времени при нажатии и удержании в течение 3 секунд кнопки справа на дисплее появляется надпись «CASIO». При одновременном нажатии всех трёх кнопок на дисплее отобразятся все возможные символы LCD, сбрасывается аналогичной командой.
Время и дата настраиваются путём трёхкратного нажатия на нижнюю левую кнопку. Верхняя левая кнопка используется для переключения между настройкой секунд, часов, минут, месяца, даты, дня недели. Правая кнопка используется для корректировки выбранного мигающего значения. В отличие от других значений, секунды могут быть только обнулены. Если обнулить секунды до 30, часы вернут отсчёт секунд текущей минуты. Если обнулить счётчик после 30 секунд, то отсчёт секунд начнётся со следующей минуты. После окончания настройки нажатие левой нижней кнопки возвращает часы в стандартный режим.
Дисплей часов отображает день недели, день месяца, часы, минуты, секунды, формат времени, будильник (штрих-линии), и почасовой сигнал (символ колокольчика).
В режиме секундомера отображаются минуты, секунды и сотые доли секунды.

## Использование террористами
Авторы одного из секретных отчётов, полученных из тюрьмы в Гуантанамо и опубликованных The Guardian, устанавливают непосредственную связь между Аль-Каидой и цифровыми часами Casio F-91W. В документе написано, что наличие у подозреваемого часов F-91W предполагает прохождение им подготовки в лагерях Аль-Каиды в Афганистане. Представители военной разведки США определяют F-91W как часы, которые используются террористами при изготовлении бомб замедленного действия.
Статья, опубликованная в Washington Post в 1996 году, сообщила, что Абдул Хаким Мурад, Вали Хан Амин Шах и Рамзи Ахмед Юсеф разработали методы использования общедоступных цифровых часов Casio для детонации бомб замедленного действия.
- Изъятые у Ахмеда Рессама самодельные таймеры для детонации взрывчатки

## Варианты часов
| Название Модели                 | Описание                                                                                   |
| ------------------------------- | ------------------------------------------------------------------------------------------ |
| F-91WC                          | Неоновые цвета: оранжевый, синий, зеленый, розовый, бежевый и жёлтый.                      |
| F-91WM                          | Цветные корпуса, хромированные под цвет стали или латуни.                                  |
| F-94W                           | Отличия в расположении иконок на дисплее и изменённый дизайн.                              |
| F-84W                           | Другой дизайн корпуса.                                                                     |
| W59                             | Водонепроницаемые на глубине до 50 метров, слегка изменено расположение элементов дисплея. |
| A158W, A159W, A163W, A164W      | Без подсветки Illuminator, корпус хромирован «под сталь».                                  |
| A159WGA-1                       | Браслет из нержавеющей стали, корпус пластиковый хромированный «под сталь», золотой цвет.  |
| F-105W, F-106W, A168W, A168WG-9 | Оснащены электролюминесцентной подсветкой.                                                 |
| LA680                           | Женские версии.                                                                            |

## Популярность и критика
Часы носят по всему миру. Их удачный дизайн, высокая прочность, низкая цена и удобство способствуют их популярности. Дизайнер-критик Стивен Бэйли назвал Casio F-91W «скромным шедевром». 
Несмотря на всеобщую мировую популярность и культовость модели, у часов есть недостатки. Главным из них является светодиодная подсветка, которая даже в полной темноте не способна осветить хотя бы часть циферблата. Эта проблема была решена Casio в вышедшей позже модели F-105W, где используется электролюминесцентная подсветка, благодаря которой вся площадь циферблата равномерно освещена. Часы критикуют и за ненадëжный ремешок, который рассыпается через несколько лет активного пользования.
Несмотря на это, сам часовой механизм является невероятно надëжным и довольно точным, а водозащита рассчитанная на мелкие брызги зачастую выдерживала погружения на большую глубину, после чего часы продолжали работать.